# Espectro (cómic X-Men)
Enfinge (Sphinx) es el nombre de dos personajes de ficción que aparecen en los cómics estadounidenses publicados por Marvel Comics.

## Historial de publicaciones
La primera versión de Espectro apareció por primera vez en Nova # 6 (febrero de 1977) y fue creada por Marv Wolfman y Sal Buscema.
La segunda versión de Espectro aparece por primera vez en New Warriors # 4 y fue creada por Fabian Nicieza.

## Biografía ficticia del personaje

### Anath-Na Mut
Anath-Na Mut es un mago en la corte del faraón egipcio Ramsés II. Derrotado en un duelo de magia por el profeta Moisés, el mago es exiliado al desierto por su fracaso. El título Nova relata en retrospectiva cómo Anath-Na descubre al alienígena Ka Stone, que le otorga la inmortalidad y una gran cantidad de otros poderes. Usando el alias de Espectro, Anath-Na deambula por la Tierra durante miles de años, y finalmente se aburre de su inmortalidad. Después de aprender los orígenes del héroe Nova, un humano empoderado por los extraterrestres del planeta Xandar y poseyendo el conocimiento subconsciente de la Computadora Viviente de Xandar, el Espectro teorizó que la máquina podría encontrar una manera de terminar con su vida inmortal.
En el anual de Fantastic Four, habilita a un peón llamado Thraxon para ayudar a someter a los Inhumanos, ya que planea usar el poder del gobernante Black Bolt para amplificar un dispositivo de escaneo y leer las mentes de toda la humanidad para saber cómo morir finalmente. El equipo de superhéroes los Cuatro Fantásticos derrotó a Thraxon y en una confrontación final Black Bolt lanza a la Esfinge al espacio profundo. El personaje reaparece en el título Nova, tomando el control mental de Nova y con sus aliados temporales (Cometa; Crimebuster; Diamondhead; Powerhouse y Doctor Sol), viajan de regreso a Xandar para unirse a una guerra contra los invasores Skrull.
La historia continúa en el título Cuatro Fantásticos, donde esto demuestra ser una artimaña, ya que una vez en Xandar, Espectro aprovecha la guerra para encontrar y absorber el conocimiento de la Computadora Viviente de Xandar. Evolucionando en un dios, Espectro decide destruir la Tierra. Los Cuatro Fantásticos son testigos de esto, y sabiendo que son superados, el Señor Fantástico se pone en contacto con la entidad cósmica Galactus y presenta una propuesta: si Galactus vence al Espectro, entonces el Señor Fantástico lo liberará de su voto de no amenazar nunca más a la Tierra. Galactus acepta, y después de los Cuatro Fantásticos encuentra a Galactus un nuevo Heraldo (Terrax), el grupo viaja a la Tierra. Galactus derrota al Espectro, y después de aplastar su Ka Stone lo envía de vuelta en forma humana al antiguo Egipto. El personaje está atrapado en un bucle de tiempo, lo que obliga a Anath-Na a revivir constantemente su vida hasta este punto.
Un número del título Marvel Two-In-One continúa la historia, ya que Anath-Na revive su vida varias veces hasta que, debido a una falla crónica, puede encontrarse a sí mismo, y así le advierte al joven Anath-Na sobre su futuro. Los dos luego construyen una máquina para reconstruir la Ka Stone, y después de hipnotizar a la versión más joven de Anath-Na para que no lo recuerde, la versión futura ingresa a la animación suspendida. La futura versión del Espectro se despierta después de que Galactus parte, y comienza a reconstruir la Ka Stone. Sin embargo, el héroe Cosa lucha contra el Espectro hasta detenerse y destruye la máquina, dejando al Espectro con una Piedra incompleta. Espectro se marcha, pero al enterarse de que la Ka Stone incompleta está perdiendo todo el poder, busca venganza de la Cosa. El villano Amo de las Marionetas ayuda a la Cosa y obliga al Espectro a aplastar la Piedra Ka; Como resultado, Anath-Na envejece inmediatamente cinco mil años y se desmorona en polvo.
Como parte del evento All-New, All-Different Marvel, Espectro obtuvo al hermano de Nadeen Hassan, Navid, como aprendiz, donde ayudó a Espectro a recuperar numerosos artefactos egipcios del Museo de Cultura Egipcia de San Francisco.

### Meryet Karim
Meryet Karim es un nómada del desierto que encuentra a Anath-Na Mut inconsciente poco después de encontrar la Ka Stone. Al cuidarlo para que recupere la salud, Karim absorbe las energías residuales de la Piedra Ka, lo que le otorga una fracción de su poder. Karim descubrió que después de la muerte ella se reencarnaba perpetuamente en nuevos cuerpos y conserva el conocimiento de sus vidas anteriores con cada renacimiento. En la era moderna, Karim encuentra los restos de la Piedra Ka y la reconstruye para convertirse en la nueva Esfinge. Karim luego altera la historia para que Anath-Na Mut mate a Moisés, lo que conduce a que Egipto finalmente conquiste el mundo y conduzca a la historia de Forever Yesterday. Karim es frustrado por el equipo de superhéroes los Nuevos Guerreros y ella resucita a Anath-Na en un intento por reclamar su amor. La nueva potencia de Anath-Na lucha contra los Nuevos Guerreros. Pero cuando se ve obligado a enfrentar sus sentimientos por Karim, decide fusionarse con ella en una entidad compuesta que se remonta en el tiempo para vivir una vida normal.
La entidad gestalt tiene una aparición final en el título The New Warriors antes de reaparecer como el Espectro masculino en el tercer volumen del título Nova. El personaje descubre que la maldición de Galactus sigue vigente y lucha contra Nova una vez más, con la intención de tener acceso al conocimiento xandariano. Espectro aparece en una edición del cuarto volumen del título Nova.

## Poderes y habilidades
El Espectro es un antiguo mutante, que ha adquirido habilidades adicionales mediante el uso de la Piedra Ka y otras fuentes. El personaje posee fuerza sobrehumana, resistencia, durabilidad, agilidad y reflejos, e inmortalidad virtual. Cortesía de la piedra Ka, la Esfinge también posee una gama de habilidades metafísicas que incluyen la proyección de energía; telepatía; teletransportación y vuelo. Espectro también posee conocimiento de la antigua brujería egipcia. Espectro también posee conocimiento de la antigua brujería egipcia.